# Neuseeländische Cricket-Nationalmannschaft in Australien in der Saison 2015/16
Die Spielserie der neuseeländischen Cricket-Nationalmannschaft in Australien in der Saison 2015/16 fand vom 23. Oktober bis zum 1. Dezember 2015 statt. Die internationale Cricket-Tour war Teil der Internationalen Cricket-Saison 2015/16 und umfasste drei Test Matches. Australien gewann die Serie mit 2–0.

## Vorgeschichte

### Einordnung
Für Australien war es die erste Tour der Saison, nachdem die geplante Tour in Bangladesch abgesagt wurde. Auch für Neuseeland war es die erste Tour der Saison, nachdem die letzte Tour gegen Südafrika im August stattfand. Das letzte Aufeinandertreffen der beiden Teams im Rahmen einer Tour fand in der Saison 2011/12 statt.

### Tag/Nacht Test
Australien und Neuseeland vereinbarten den dritten Test in Adelaide als ersten Tag/Nacht-Test überhaupt auszutragen. Um dieses zu ermöglichen, wurde über mehrere Jahre hinweg ein pinker Ball entwickelt, da der ansonsten verwendete rote Ball bei schlechten Sichtbedingungen nicht deutlich genug zu erkennen ist. Damit wurde zum ersten Mal in der 138-jährigen Geschichte des Test-Crickets ein nicht-roter Ball verwendet. Um eine zu schnelle Abnutzung des Balles zu verhindern, wurde bei der Präparierung des Pitches mehr Gras belassen. Während das Experiment allgemein als gelungen gewertet wurde, kritisierten Spieler die Auswirkungen auf das Spiel durch den pinken Ball.

## Stadien
Die folgenden Stadien wurden für die Tour als Austragungsort vorgesehen und am 29. Juni 2015 festgelegt.
| Stadion  | Stadt         | Kapazität | Spiele  |
| -------- | ------------- | --------- | ------- |
| Adelaide | Adelaide Oval | 53.583    | 3. Test |
| Brisbane | The Gabba     | 42.000    | 1. Test |
| Perth    | WACA Ground   | 20.000    | 2. Test |

## Kaderliste
Neuseeland benannte seinen Kader am 11. September 2015.
Australien benannte seinen Kader am 30. Oktober 2015.
| Test | Test |
| Australien | Neuseeland |
| --- | --- |
| - Steve Smith (K) - David Warner (VK) - Joe Burns - Josh Hazlewood - Mitchell Johnson - Usman Khawaja - Nathan Lyon - Mitchell Marsh - Peter Nevill (wk) - Peter Siddle - Mitchell Starc - Adam Voges - Shaun Marsh - Stephen O’Keefe - James Pattinson | - Brendon McCullum (K) - Ross Taylor (VK) - Corey Anderson - Trent Boult - Doug Bracewell - Mark Craig - Martin Guptill - Matt Henry - Tom Latham - James Neesham - Luke Ronchi (wk) - Hamish Rutherford - Tim Southee - BJ Watling (wk) - Kane Williamson - Mitchell Santner - Neil Wagner - Mitchell McClenaghan |

## Tour Matches
| 23. Oktober Scorecard | Canberra | New Zealanders 307-8 (50)       | – | Prime Minister's XI 205 (45.2) |
|                       |          | Neuseeland gewinnt mit 102 Runs |   |                                |

| 24. – 25. Oktober Scorecard | Canberra | Cricket Australia XI 325-4d (90) | – | New Zealanders 368-8 (82) |
|                             |          | Remis                            |   |                           |

| 29. Oktober – 1. November Scorecard | Sydney | Cricket Australia XI 503-1d | – | New Zealanders |
|                                     |        | Remis                       |   |                |

| 21. – 22. November Scorecard | Perth | Western Australia 345-13d (90) | – | New Zealanders 426-11 (89.2) |
|                              |       | Remis                          |   |                              |

## Tests

### Erster Test in Brisbane
| 5. – 9. November Scorecard | Brisbane | Australien 556-4 (130.2) & 264-4d (42) | – | Neuseeland 317 (82.2) & 295 (88.3) |
|                            |          | Australien gewinnt mit 208 Runs        |   |                                    |

### Zweiter Test in Hobart
| 13. – 17. November Scorecard | Perth | Australien 559-9 (133) & 385-7d (103) | – | Neuseeland 624 (153.5) & 1 04-2 (28) |
|                              |       | Remis                                 |   |                                      |

Nach dem Spiel erklärte der australische Bowler Mitchell Johnsen mit sofortiger Wirkung seinen Rücktritt vom internationalen Cricket.

### Dritter Test in Adelaide
| 27. November – 1. Dezember Scorecard | Adelaide | Neuseeland 202 (65.2) & 208 (62.5) | – | Australien 224 (72.1) & 187-7 (51) |
|                                      |          | Australien gewinnt mit 3 Wickets   |   |                                    |

## Statistiken
Die folgenden Cricketstatistiken wurden bei dieser Tour erzielt.
| Tests           | Tests      | Tests   | Tests   | Tests   | Tests   | Tests   | Tests   | Tests   |
| Batting         | Batting    | Batting | Batting | Batting | Batting | Batting | Batting | Batting |
| Spieler         | Mannschaft | Spiele  | Innings | Runs    | Average | HS      | 100s    | 50s     |
| --------------- | ---------- | ------- | ------- | ------- | ------- | ------- | ------- | ------- |
| David Warner    | Australien | 3       | 6       | 592     | 98,66   | 253     | 3       | 0       |
| Kane Williamson | Neuseeland | 3       | 6       | 428     | 85,60   | 166     | 2       | 1       |
| Ross Taylor     | Neuseeland | 3       | 6       | 405     | 81,00   | 290     | 1       | 1       |
| Usman Khawaja   | Australien | 2       | 3       | 304     | 152,00  | 174     | 2       | 0       |
| Adam Voges      | Australien | 3       | 6       | 285     | 71,25   | 119     | 1       | 1       |
| Bowling         |            |         |         |         |         |         |         |         |
| Spieler         | Mannschaft | Spiele  | Overs   | Wickets | Average | BBI     | 5W      | 10W     |
| Mitchell Starc  | Australien | 3       | 89.5    | 13      | 23,23   | 4/57    | 0       | 0       |
| Josh Hazlewood  | Neuseeland | 3       | 119.1   | 13      | 31,61   | 6/70    | 1       | 0       |
| Trent Boult     | Neuseeland | 3       | 115.0   | 13      | 37,61   | 5/60    | 1       | 0       |
| Nathan Lyon     | Australien | 3       | 107.5   | 10      | 32,90   | 3/63    | 0       | 0       |
| Mark Craig      | Neuseeland | 3       | 102.0   | 8       | 64,12   | 3/78    | 0       | 0       |

## Player of the Series
Als Player of the Series wurden die folgenden Spieler ausgezeichnet.
| Serie | Player of the Series |
| ----- | -------------------- |
| Test  | David Warner         |

### Player of the Match
Als Player of the Match wurden die folgenden Spieler ausgezeichnet.
| Spiel   | Player of the Match |
| ------- | ------------------- |
| 1. Test | David Warner        |
| 2. Test | Ross Taylor         |
| 3. Test | Josh Hazlewood      |